# 키르야트시모나

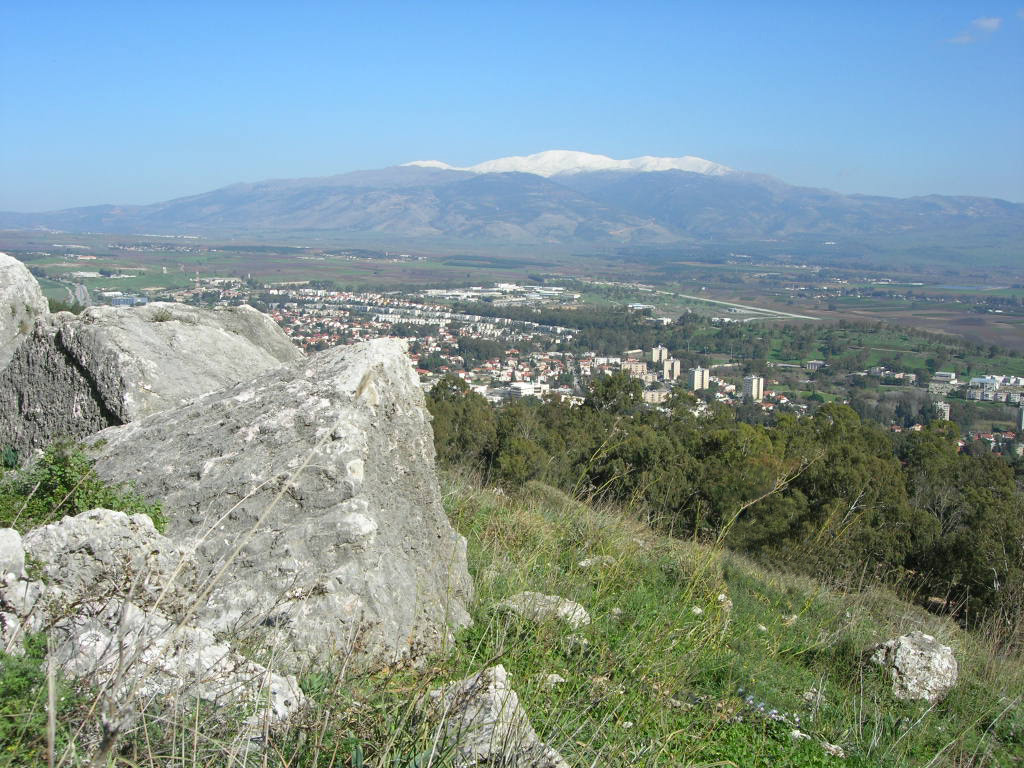
키르야트시모나 시가지

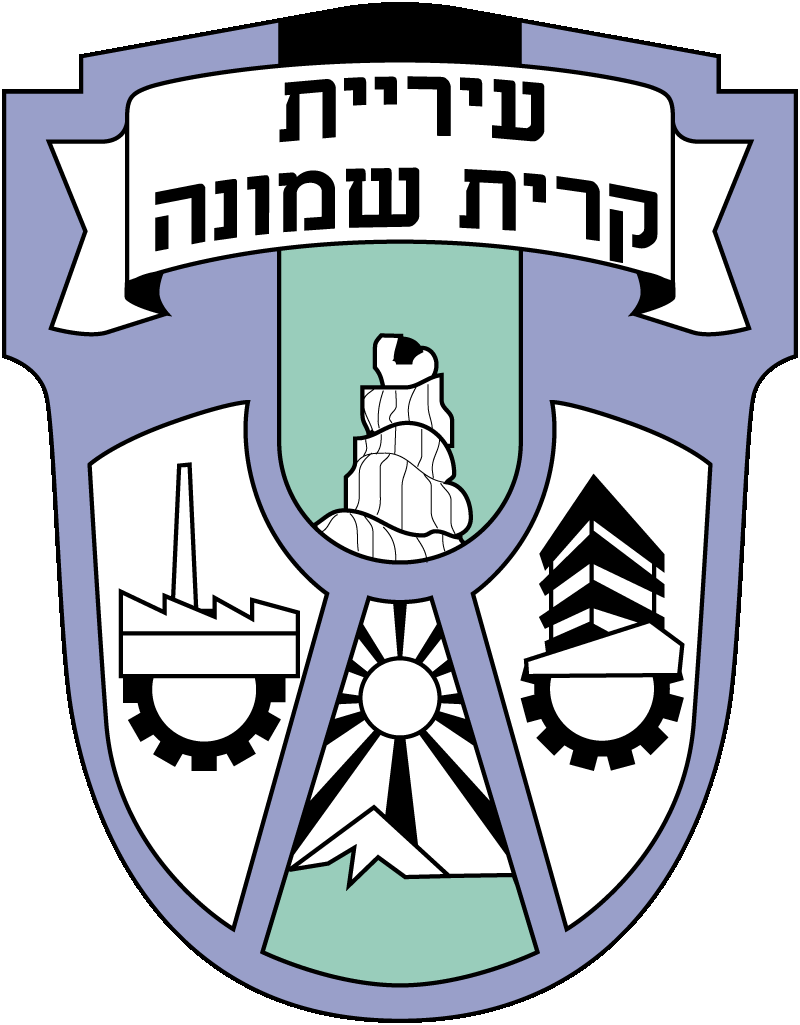
시 문장

키르야트시모나(Kiryat Shmona, 히브리어: קִרְיַת שְׁמוֹנָה)는 이스라엘 북부 구에 위치한 도시로, 면적은 10km2, 인구는 23,100명(2007년 기준)이다. 이스라엘 최북단에 위치한 도시이며 레바논 국경과 가깝다. 도시 이름은 히브리어로 "8개의 도시"를 뜻한다.
1949년 예멘 출신 유대인 이민자를 위한 임시 수용소가 설립되었으며, 1953년 개발 도시로 지정되어 루마니아 및 모로코 등지의 유대인 이민자들이 정착하였다.

## 자매 도시
- 프랑스 낭시
- 독일 메밍겐
- 이스라엘 리숀레지온